# Lomy (Třebíči járás)
Lomy település Csehországban, a Třebíči járásban. Lomy Budíškovice, Budeč, Knínice, Štěpkov, Jemnice, Radkovice u Budče, Chotěbudice és Budkov településekkel határos. Lakosainak száma 134 fő (2024. január 1.).

## Népesség
A település lakosságának változását az alábbi diagram mutatja:
| Lakosok száma | 292  | 299  | 296  | 220  | 177  | 153  | 122  | 125  | 129  | 134  |
|               | 1869 | 1890 | 1921 | 1950 | 1980 | 2001 | 2017 | 2019 | 2022 | 2024 |